# Леонов, Сергей Александрович
Серге́й Алекса́ндрович Лео́нов — российский журналист, заместитель главного редактора и один из ведущих авторов еженедельника «Компьютерра». Автор многочисленных статей в научно-популярной прессе, посвящённых современной науке и высоким технологиям.

## Биография
- c 1997 — печатается в журнале «Компьютерра»
- 1998—2004 — заместитель главного редактора журнала «Компьютерра»
- 2004—2006 — главный редактор журнала «Компьютерра»
- с 2006 — заместитель главного редактора журнала «Компьютерра»

## Журналистская деятельность
Сергей Леонов является автором нескольких сотен статей, опубликованных в популярных изданиях издательского дома «Компьютерра»: «Компьютерра», «Домашний компьютер», «Инфобизнес», «CIO», «Бизнес-журнал». На протяжении трёх лет он являлся главным редактором еженедельника «Компьютерра». В настоящее время Сергей Леонов занимает пост заместителя главного редактора журнала «Компьютерра» и является ведущим рубрик «Железный поток», «Патентное бюро» и «Как это устроено».